# Sinningia magnifica
Sinningia magnifica é uma espécie de planta do gênero Sinningia e da família Gesneriaceae. 

## Taxonomia
A espécie foi descrita em 1975 por Hans Wiehler. 
Os seguintes sinônimos já foram catalogados:  
- Gesnera magnifica  Otto & A. Dietr.
- Gesneria magnifica  Otto & A. Dietr.
- Dircaea houttei  (Dumort.) Decne.
- Dircaea lobulata  Lem.
- Gesnera merckii  H. Wendl.
- Gesneria bulbosa houttei  (Dumort.) Klotzsch
- Gesneria bulbosa merckii  (H. Wendl.) Klotzsch
- Gesneria houttei  Dumort.
- Rechsteineria merckii  (H.Wendl.) Kuntze
- Corytholoma magnificum  (Otto & Dietr.) Fritsch
- Dircaea magnifica  (Otto & A. Dietr.) Decn.
- Gesneria bulbosa magnifica  (Otto & A.Dietr.) Klotzsch
- Rechsteineria magnifica  (Otto & A. Dietr.) Kuntze

## Forma de vida
É uma espécie rupícola e herbácea. 

## Descrição
Planta com 30-100 centímetros de altura, geralmente rupícola com caule ereto, raramente epifítica com caule pendente, haste floral espesso carregando  cimeiras em nós próximos, tanto em posição axilar ou terminal, corola nitidamente bilabiada, geralmente entre 4,5-5,5 centímetros de comprimento, vermelha escarlate, raramente rosada.  
| Caule                               | Caule                                       |
| ----------------------------------- | ------------------------------------------- |
| caule aéreo                         | anual                                       |
| tubérculo                           | presente                                    |
| Folha                               |                                             |
| filotaxia                           | oposta                                      |
| simetria da lâmina                  | simétrica                                   |
| formato da lâmina                   | ovada/largamente oval                       |
| ápice da lâmina                     | acuminado/agudo                             |
| base da lâmina                      | cordada/obtusa                              |
| margem da lâmina                    | crenada/denteada                            |
| indumento da face abaxial da lâmina | pubescente/tomentoso/canescente - tomentoso |
| Inflorescência                      |                                             |
| organização                         | composta                                    |
| posição                             | terminal/axila de folha/axila de bráctea    |
| Flor                                |                                             |
| formato da lacínia do cálice        | oval-lanceolada/triangular                  |
| indumento da lacínia do cálice      | pubescente                                  |
| formato da corola                   | bilabiada/tubulosa                          |
| cor do tubo da corola               | laranja - avermelhado/rosado/vermelho       |
| lobo da corola                      | desigual                                    |
| Fruto                               |                                             |
| consistência                        | seca                                        |

## Conservação
A espécie faz parte da Lista Vermelha das espécies ameaçadas do estado do Espírito Santo, no sudeste do Brasil. A lista foi publicada em 13 de junho de 2005 por intermédio do decreto estadual nº 1.499-R. 

## Distribuição
A espécie é encontrada nos estados brasileiros de Espírito Santo, Minas Gerais, Rio de Janeiro e São Paulo. 
A espécie é encontrada nos  domínios fitogeográficos de Cerrado e Mata Atlântica, em regiões com vegetação de floresta ombrófila pluvial e vegetação sobre afloramentos rochosos.